# Lifeplus-Wahoo
El Lifeplus-Wahoo (código UCI: LPW) es un equipo ciclista femenino del Reino Unido de categoría UCI Women's Continental Team, segunda categoría femenina del ciclismo en ruta a nivel mundial.

## Material ciclista
El equipo utiliza bicicletas Ribble.

## Clasificaciones UCI
Las clasificaciones del equipo y de su ciclista más destacado son las siguientes:
| Temporada | Clasificación por equipos | Mejor corredor   | Posición |
| 2016      | 33.º                      | Alice Barnes     | 124.ª    |
| 2017      | 15.º                      | Ann-Sophie Duyck | 40.ª     |

## Palmarés
Para años anteriores véase: Palmarés del Lifeplus-Wahoo.

### Palmarés 2024

#### UCI WorldTour Femenino
| Fechas | Carreras | Ganadora |

#### Calendario UCI Femenino
| Fechas | Carreras | Ganadora |

#### Campeonatos nacionales
| Fechas | Carreras | Ganadora |

## Plantillas
Para años anteriores, véase Plantillas del Lifeplus-Wahoo

### Plantilla 2024
| Integrantes del equipo 2024 | Integrantes del equipo 2024 | Integrantes del equipo 2024                 | Integrantes del equipo 2024 |
| Corredor                    | Fecha de nacimiento         | Equipo previo                               |                             |
| --------------------------- | --------------------------- | ------------------------------------------- | --------------------------- |
| Kristýna Burlová            | 25 de marzo de 2002         | Lotto Dstny Ladies (2023)                   |                             |
| Heidi Franz                 | 14 de enero de 1995         | DNA Pro Cycling (2023)                      |                             |
| Alicia González             | 27 de mayo de 1995          | Movistar Team (2023)                        |                             |
| Ella Harris                 | 18 de julio de 1998         | Canyon-SRAM Racing (2022)                   |                             |
| Ella Jamieson               | 27 de enero de 2005         |                                             |                             |
| Eluned King                 | 1 de agosto de 2002         |                                             |                             |
| Madelaine Leech             | 4 de mayo de 2003           | Cams Basso (2022)                           |                             |
| Kate Richardson             | 12 de septiembre de 2002    |                                             |                             |
| Kaja Rysz                   | 10 de abril de 1999         | Atom Deweloper-Posciellux.pl-Wrocław (2022) |                             |
| Karin Söderqvist            | 31 de julio de 2003         | Watersley R&D Cycling Team (2022)           |                             |
| Babette van der Wolf        | 29 de abril de 2004         |                                             |                             |
|                             |                             |                                             |                             |
| Fuente: ProCyclingStats     |                             |                                             |                             |